# Jesús Díez Martínez
Jesús Díez Martínez, mais conhecido por seu acrônimo "Jedimar" (Ventrosa de la Sierra, La Rioja, 1929 – Santiago, Chile, 6 de abril de 2009), foi um empresário de origem espanhol residente no Chile, controlador do Grupo Tur Bus que inclui um conjunto de empresas de transporte de cargas e de transporte imobiliário vinculadas à mesma área.

## Biografia
Nasceu em Ventrosa de la Sierra, La Rioja, Espanha, em 1929, filho de Rafael Díez e Teodora Martínez. Aos três meses de vida ele e seus pais migraram ao Chile. Estabeleceram-se na vila de San Francisco de Mostazal, e estudou no Instituto O’Higgins de Rancagua, mas por motivos financeiros teve de deixar aquela escola, administrada pelos Irmãos Maristas, aos 14 anos.
Com apenas 19 anos, em 4 de janeiro de 1948, iniciou sua própria empresa de transportes, que percorria as comunas de Rancagua, Graneros e Mostazal, na Região de O’Higgins, em uma gôndola de Fargo de 1939, à qual mais tarde acrescentou dois ônibus, um Ford de 1940 e um Chevrolet de 1934. Aí nasceria a empresa que em 1965 adquiriu o nome de Tur Bus, a qual se tornou uma das empresas de transporte terrestre mais importantes do Chile. Em 1955, casou-se com Hortensia González.
Em 1990, Díez entregou a administração da Tur Bus a seus filhos. Em junho de 1997, comprou a empresa aérea Avant Airlines, da qual foi seu presidente, a qual existiu até março de 2001.
Morreu na noite de 6 de abril de 2009, aos 80 anos, após uma longa doença, em Santiago.
Em 30 de julho de 2010, a rua Dolores da comuna de Estación Central, onde os escritórios da Tur Bus estão localizados, foi renomeada como rua Jesús Díez Martínez, em homenagem ao empresário.

## Empresas Jedimar
As empresas mais importantes do grupo Jedimar são:
- Tur Bus, empresa de transporte terrestre.
- Contempora, empresa de serviços financeiros.
- Coppelia, empresa dedicada ao negócio de pastelaria e sorveteria.
- Product Trust, corretor de produtos.